# SyncML
SyncML, de Synchronization Markup Language (literalmente "linguagem de marcação para sincronização"), é um padrão de sincronização de informações independente de plataforma, definido pela Open Mobile Alliance (OMA), que está em movimento de redefinição.